# Maxx Force
Maxx Force – stalowa kolejka górska typu launched coaster firmy S&S - Sansei Technologies otwarta 4 lipca 2019 roku w parku Six Flags Great America w Stanach Zjednoczonych. Napęd na sprężone powietrze przyspiesza pociągi do prędkości 125,5 km/h w 1,8 s, czyniąc ją roller coasterem o największym przyspieszeniu na świecie (1,97 g).

## Historia
4 maja 2018 roku park Six Flags Great America zamknął, a następnie wyburzył istniejące od niemal 40 lat kino IMAX, The Pictorium, przygotowując plac pod budowę nowej atrakcji.
30 sierpnia 2018 roku park oficjalnie ogłosił budowę nowej kolejki.
W grudniu 2018 roku na terenie placu budowy pojawiły się pierwsze elementy toru roller coastera.
13 maja 2019 roku na swoje miejsce trafił ostatni fragment toru kolejki.
2 lipca 2019 roku z nowej atrakcji skorzystać mogli przedstawiciele prasy oraz posiadacze biletów sezonowych. Dla reszty gości roller coaster został otwarty 4 lipca 2019 roku.
Przed rozpoczęciem sezonu w 2020 roku, ze względu na liczne skargi okolicznych mieszkańców na hałas generowany przez napęd pneumatyczny kolejki, park wprowadził modyfikacje polegające m.in. na dodatkowym wygłuszeniu mechanizmu spustowego sprężonego powietrza.
Od sezonu 2022 Maxx Force wyposażony jest w osobną kolejkę dla pojedynczych pasażerów (tzw. single rider queue), ułatwiającą obsłudze zapełnianie wolnych miejsc w pociągach.

## Opis przejazdu
Pociąg opuszcza stację i zatrzymuje się na segmencie startowym. Po krótkiej przerwie pociąg zostaje przyspieszony do 125,5 km/h w ciągu 1,8 s przy pomocy napędu pneumatycznego, po czym pokonuje podwójną inwersję o wysokości 53,3 m o nazwie dog tongue (rodzaj wyciągniętej w pionie kobry, składającej się z dwóch połówek pionowej pętli rozdzielonych dwiema połowami korkociągu), lewoskrętny heartline roll (rodzaj beczki), oraz pętlę nurkującą (wzniesienie z obrotem o 180° na górze i zjazdem połową pionowej pętli), po czym od razu zostaje wyhamowany i wraca na stację. Cały przejazd trwa tylko nieco ponad 20 sekund.

## Tematyzacja
Pociągi kolejki są stylizowane na pojazdy F1. Tor biały, podpory ciemnoszare.